# Discographie de Boris Vian et de ses interprètes
Boris Vian jouait de la trompette (qu'il appelait trompinette) dans les orchestres de jazz, d'abord (de 1942 à 1947) dans celui de Claude Abadie, parfois nommé orchestre Abadie-Vian, et ensuite (de mi-1947 à mi-1948) dans celui du Tabou, la célèbre cave à zazous.
Boris Vian a écrit, depuis 1943, environ 600 chansons dont plus de 500 (y compris une centaine d'adaptations) sont parvenues jusqu’à nous, donc il était parolier. Pour plusieurs de ses chansons il a composé également la musique, donc il était aussi auteur-compositeur. Certaines chansons ont été enregistrées et interprétées en public par l'auteur lui-même, donc Boris Vian était, en surplus, auteur-interprète (parfois auteur-compositeur-interprète). Le nombre d'interprètes des chansons de Boris Vian, ainsi que de ses poèmes mis en musique (environ une trentaine) et de ses autres textes (souvent sur un fond musical) est incalculable et croît toujours.
Boris Vian était un promoteur actif du jazz et de la variété (qu'il appelait la zizique). Étant directeur artistique chez Philips et ensuite dans sa filiale Fontana, il a assuré la sortie des dizaines de disques pour une grande partie desquels il a écrit des textes de présentation sur pochettes. C'est lui qui a mis en vogue le terme tube.
Boris Vian a écrit également nombre de scénarios et de livrets.
Boris Vian était aussi acteur de quelques films.
L'œuvre littéraire de Boris Vian a inspiré plusieurs compositeurs, dramaturges et cinéastes.
Vu la diversité de l’œuvre de Boris Vian, sa discographie embrasse :
- celle des enregistrements de Boris Vian musicien de jazz,
- celle des interprétations des chansons de Boris Vian par lui-même,
- celle des interventions de Boris Vian à la radio et d’autres discours publics,
- celle des interprétations de ses chansons, adaptations, poèmes et textes par des autres artistes, en français comme en d’autres langues ;
- celle des interprètes factices créés par Boris Vian,
- celle des œuvres musicales et scéniques créées à partir des œuvres de Boris Vian du genre différent,
- la liste des disques présentés par Boris Vian par ses textes sur les pochettes (et par leur conception),
- la vidéographie des films créés d’après les romans et des scénarios de Boris Vian,
- celle des films avec Boris Vian acteur,
- celle des films de fiction et documentaires sur l’œuvre de Boris Vian.

Identifications :
78t = disque 78 tours/25 ou 30 cm (2 titres).
SP (Single Playing) = microsillon 45 tours/17 cm (2 titres).
EP (Extended Playing) = microsillon 45 tours/17 cm (4 titres et plus), ou super 45 tours.
LP (Long Playing) = microsillon 33 ⅓ tours/25 ou 30 cm.
CD (Compact Disc) = disque compact.

## Boris Vian interprète

### Boris Vian musicien de jazz

#### Disque 78 tours
Juillet 1946 : Swing (SW. 212).
Les vainqueurs du tournoi du jazz amateur 1945-46 :
Claude Abadie et son Orchestre :
– face 1 : Tin roof blues (George Brunies) (OSW. 413) ;
– face 2 : Jazz me blues (Tom Delaney) (OSW. 412).
La composition de l'orchestre fut comme suit : Boris Vian (trompinette), Claude Abadie (clarinette et chef d'orchestre), Raymond Janet (trombone), Hubert Fol (alto sax), Raymond Fol (piano), Paul Vernon (guitare), Georges d'Halluin (basse), Claude dit Doddy Léon (batterie), Teymour Nawab (banjo).
Ce 78 tours présente deux des quatre titres enregistrés par l'orchestre Abadie lors de leur deuxième séance d'enregistrement pour la marque Swing, à savoir le 28 février 1946 (la première ayant eu lieu le 10 juillet 1945).

#### Disque45 tours
1968 : EP La Voix de son Maître (EGF 1013).
Boris Vian instrumentiste avec l'orchestre de Claude Abadie.
– Face 1 : Muskrat ramble – Tin roof blues.
– Face 2 : I've found a new baby – Jazz me blues.
Ce 45 tours, reprenant les deux titres sortis sur le 78-tours de 1946, couvre l'intégralité de la séance d'enregistrement de l'orchestre Abadie de 1946.

#### Albums
Cet album comporte des enregistrements du 24 juillet et du 4 août 1944 et du 27 octobre 1947. Sorti également sous le n° du catalogue 82896.
À noter que la composition de titre Ah! si j'avais un franc cinquante est en fait la chanson écrite par Boris Vian en 1947 sur la musique du standard américain des années 1920 Whispering (chantée en chœur, elle servait d'indicatif à l'orchestre de Boris Vian se produisant au Tabou). De ce fait, elle figure aussi dans la liste de ses chansons.
Cet album regroupe des enregistrements de 1943 et de 1945. Sorti également par CBS sous le n° du catalogue 82897.
Seule la face 1 (dont les pistes sont mentionnés ci-dessus) contient des enregistrements de Boris Vian avec l'orchestre de Claude Abadie (la face 2 contenant ceux de Claude Luter et son orchestre).

### Boris Vian auteur-interprète

#### Albums
Enregistré en deux séances, le 4 février et le 2 mars 1955, ce Code de la route est dit et chanté par Boris Vian, accompagné de Jimmy Walter au piano, sur des airs du folklore.
À noter que seule la face A (articles 1 à 36) de cet LP 30cm depuis longtemps épuisé a été reprise sur disque compact plusieurs fois à partir de 1987, de sorte que non seulement le disque lui-même, mais aussi toute une moitié de cette œuvre remarquable de Boris Vian n'est pratiquement disponible en aucune forme.
Cet LP 25 cm sorti en janvier 1956 contient dix chansons enregistrées par Boris Vian accompagné par Jimmy Walter et son ensemble durant trois séances du mois d'avril 1955, et quatre chansons qu'il a enregistrées avec Alain Goraguer et son orchestre le 24 juin 1955.
Pour ses rééditions à partir de 1965, cet album a augmenté de 5 cm en diamètre et de quatre pistes, toutes enregistrées pourtant par d'autres interprètes de ses chansons (sauf Fais-moi mal Johnny par Magali Noël où on entend la voix anxieuse de Boris Vian répétant trois fois de suite : « Il va lui faire mal ! »), et a légèrement changé de titre devenu Chansons possibles, ou impossibles. De nouveaux enregistrements de Boris Vian interprète n'ont paru qu'à l'époque du disque compact.
Depuis 2002, on procède aussi aux rééditions du disque 10-titres original sur LP et CD et même en fichiers MP3 (en 2014).

#### Disques45 tours
1955 : EP Philips (432.032 NE).
N° 1 : Chansons impossibles
– Face 1 : Les Joyeux bouchers – Le Déserteur.
– Face 2 : Java des bombes atomiques – Le Petit commerce.
1955 : EP Philips (432.033 NE).
N° 2 : Chansons possibles
– Face 1 : Complainte du progrès (Les Arts ménagers) – Cinématographe.
– Face 2 : J'suis snob – On n'est pas là pour se faire eng…
L'an de parution de ces deux 45 tours est incertain, pourtant ces disques auraient dû précéder de peu de temps l'album Chansons “possibles” et “impossibles” dont la pochette a été imprimée en janvier 1956.
Tous les huit enregistrements pour les deux 45 tours ont été faits par Boris Vian accompagné par Jimmy Walter et son ensemble en avril 1955. Tous ces huit titres ont été repris dans l'album, pourtant deux d'entre eux, à savoir Le Petit commerce et On n'est pas là pour se faire eng…, ont été remplacés dans l'album par des versions enregistrées avec Claude Bolling et son orchestre le 24 juin 1955.
1956 : SP Philips (N 372.383 F).
– Face 1 : La Java des bombes atomiques.
– Face 2 : La Complainte du progrès “Les Arts ménagers”.
Une chanson « impossible » est couplée ici à une autre « possible ».

#### Disques compacts

##### 1988:Boris Vian, 1ervolume
Le disque compact sorti en 1988 par les Disques Jacques Canetti intitulé Boris Vian, 1er volume , on ne peut plus hétéroclite (on y trouve Boris Vian lui-même ainsi que ses interprètes, des chansons ainsi que des textes, déclamations sur fond musical ainsi qu'extraits d'émissions radio) demeure quand même le premier CD où Boris Vian chante et parle.

##### 1989: Magali Noël –Regard sur Vian
Contenant essentiellement des extraits de l'enregistrement public d'un spectacle donné les 9 et 10 novembre 1989 au théâtre de Beausobre avec la participation de Magali Noël, ce disque compact double Magali Noël – Regard sur Vian (1989) présente aussi six morceaux de différente nature nommés Interviews Vian. L'une de ces interviews est celle accordée par Boris Vian en anglais à France Roche pour la télévision canadienne en 1955, où il chante un fragment de sa chanson Huit jours en Italie en s'accompagnant de sa guitare à douze cordes Mozzani.
1989 : Magali Noël – Regard sur Vian (2 CD Buda Records 82472-2) :
CD2/2 : Interviews Vian
(Voir la description de ce double CD dans la section de Magali Noël.)

##### 1991:Boris Vian chante Boris Vian
Le disque compact Boris Vian chante Boris Vian (1991), reprenant les treize enregistrements déjà sortis sur les disques vinyles (dont Whispering enregistré le 25 octobre 1947 sous son titre français Ah ! si j'avais un franc cinquante), présente six enregistrements inédits, à savoir :
- quatre titres trouvés dans les archives de Philips sur la bande qualifiée par Georges Unglik de demo-tape (bande de démonstration) qui aurait été enregistrée par Boris Vian dans son bureau avec Alain Goraguer au piano, fort probablement le 14 mai 1957 (pistes 14 à 17) ;
- deux titres enregistrés par Boris Vian avec Jimmy Walter au piano le 23 novembre 1954, juste après leur création (pistes 18 et 19).

Ce disque a été aussi commercialisé en tant que premier disque du coffret Boris Vian et ses interprètes en 6 CD, ainsi que celui du double CD Boris Vian et ses interprètes.
Réédité en 2004 par Mercury Records.

##### 2003: Boris Vian –Inédits radio
Ce disque de la collection INA, mémoire vive contient, entre autres, trois enregistrements radiophoniques inédits des chansons de Boris Vian par lui-même :
- une version de Ah ! si j'avais un franc cinquante par Boris Vian et son orchestre du Tabou du 12 mai 1947 ;
- deux chansons par Boris Vian et Jimmy Walter au piano du 23 février 1955.

2003 : Boris Vian – Inédits radio (CD INA IMV050) :
6. Introduction de l'orchestre de Boris Vian / Si j'avais 3F50
23. J'suis snob
24. On n'est pas là pour se faire engu…

## Intégrale et coffrets de Boris Vian et de ses interprètes

### 1964: L'Intégrale de Boris Vian, Membre du Corps des Satrapes
En 1964, soit 5 ans après la disparition de Boris Vian, son ex-chef Jacques Canetti qui venait de créer en 1962 un label indépendant Disques Jacques Canetti, s'est mis à sortir toute une anthologie multi-disques de chansons, de poèmes et d'autres textes de son cher feu Boris, en commençant par « L'Intégrale de Boris Vian, Membre du Corps des Satrapes » qui a compté finalement (en 1976), selon le label, 100 titres sur 8 LP.
Cette Intégrale a été commercialisée de façons différentes. Les trois premiers LP (de 1964) constituaient ensemble son premier coffret portant le numéro de catalogue B.V.1, idem pour les trois LP de 1971 qui ont composé le coffret N° 2 au numéro B.V.2, tandis que les deux derniers LP étaient vendus séparément. Plusieurs disques de l'Intégrale ont été commercialisés en tant qu'albums à part, sous le titre tel que Un(e) tel(le) chante Boris Vian, avec un autre numéro de catalogue et complètement restylés.
L'époque des disques compact arrivée, certains de ces albums étaient réédités sur CD, mais en général Jacques Canetti a procédé à refaire complètement cette Intégrale, créant ainsi sa CD-version sous la forme d'une série intitulée Boris Vian dont chaque CD mis en circulation portait un numéro ordinal. Par exemple, le CD Jacques Higelin et Catherine Sauvage chantent Boris Vian (1990) était marqué Boris Vian N° 7.
(Voir la description de ces LP et CD dans les sections correspondantes des interprètes de Boris Vian.) 
Enfin, en 2009, soit 50 ans après la mort de Boris Vian, le label Productions Jacques Canetti aurait bouclé son épopée Vian en sortant le 4-CD digibox Boris Vian : 100 chansons. (Voir la description de ce digibox dans la section à part.)

### 1991: Boris Vian et ses interprètes (6CD et 2CD)
Le coffret de conception magnifique à 6 disques compacts contenant 124 titres par 57 interprètes et au livret de 72 pages, sorti en 1991 par PolyGram, demeure le plus complet et le plus convoité par les collectionneurs.
Aussi, tous les CD du coffret, possédant chacun son numéro de catalogue, ont été commercialisés en tant que disques à part.
Le double CD du même titre que le coffret ci-dessus sorti par PolyGram cette même année, reprend l'image de face du coffret (Boris Vian auprès de sa Brasier), contient le premier CD identique à celui du coffret, tandis que 21 plages de son deuxième disque sont choisies parmi 105 plages des CD2 à CD6 du coffret. Son livret est de 40 pages.

### 2001: Boris Vian chanté par... (2CD)
En octobre 2001 les Productions Jacques Canetti sortent l'anthologie Boris Vian chanté par... en 2 CD. Le deuxième CD contient les extraits de l'enregistrement public au septembre 1998 au Théâtre de la Criée à Marseille du spectacle du CDNA de Grenoble intitulé Et Vian ! En avant la zique !

### 2005: Boris Vian et ses interprètes (4CD)
En novembre 2005 Mercury sort une nouvelle version du coffret Boris Vian et ses interprètes, cette fois-ci sous la forme du long box et ne contenant que 4 disques.
C'est une compilation qui reprend 60 titres du coffret 6CD de Polygram et n'offre que dix morceaux vraiment rares : trois chansons par Jacqueline François (Bal de Vienne, J'aimerais tellement ça et La java mondaine), deux par Renée Lebas (Ne te retourne pas et Au revoir mon enfance), une par Hélène Martin (La nuit va commencer), une par Lucienne Vernay (Maman), une par Marcel Mouloudji (Une bonne paire de claques), une par Les Blue Stars (Place Blanche) et une par Les Frères Jacques (Le Tango interminable des perceurs de coffres-forts interprété en public avec la chute réécrite par Boris Vian spécialement pour cette occasion).
Cette fois-ci le disque par Boris Vian lui-même est le dernier du coffret au lieu d'en être le premier et a perdu une piste par rapport à la version initiale de 1991. 
L'adaptation de Rock Right (auteurs Ben Raleigh et Sherman Edwards) intitulée Tangage et roulis (paroles françaises en fait de Bernard Michel) que l'on trouve dans ce long box n'a rien à voir avec Boris Vian (ni d'ailleurs avec Alain Goraguer, les deux mentionnés dans le livret en tant qu'ayant signé cette adaptation), cependant on a même donné ce titre à l'un des CD du coffret. Erreur fâcheuse...

### 2009: Boris Vian: Hommage (4CD)
En 2009 EPM Musique sort le 4CD digipak Boris Vian : Hommage.
Le CD1 présente, entre plusieurs pistes sorties auparavant sur différents disques, deux titres inédits, à savoir :
- Rock Failair et son orchestre de p'tits milliardaires — Rock and Roll Sérénade ;
- Peb Roc et ses Rocking Boys — Rock à la niche.

Quant à la dernière piste du CD1 par Boris Vian intitulée Le Code de la route, ce n'est en fait que la face A (articles 1 à 36, c'est-à-dire la première partie) du LP Nouveau Code de la route 1955 dit et commenté par Boris Vian, et pas du tout ses deux faces, et ceci sans que ce fait à déplorer soit déclaré d'une façon ou d'une autre. Une mauvaise tradition formée depuis 1987 dans la matière de réédition de ce disque sur CD.
Le CD2 reprend le CD sorti en 2002 par EPM Musique (980662).
Le CD3 reprend le CD sorti en 2006 par Buda Musique (860143).
Le CD4 reprend le CD sorti en 2005 par EPM Musique (985212).

## Interprètes de Boris Vian

### Interprètes éphémères
Il ne suffit pas à Boris Vian de créer des chansons, il crée aussi ses interprètes, ne soit-ce que pour les faire produire un seul disque.

#### Henry Cording
Juillet 1956 : EP Fontana (460.518 ME).
Henry Cording and His Original Rock and Roll Boys – Rock and Roll N° 1
– Face 1 : Rock and roll-mops – Dis-moi qu'tu m'aimes rock.
– Face 2 : Rock-hoquet – Va t'faire cuire un œuf man !
Conçu entre le 5 et le 7 juin 1956 par Michel Legrand, Henri Salvador et Boris Vian, ce disque est enregistré à l'Apollo le 21 du même mois. Selon Georges Unglik, la formation musicale est vraisemblablement suivante : direction Michel Legrand, saxophone Pierre Gossez, contrebasse Guy Pedersen, batterie Gus Wallez, guitare Léo Petit. Henri Salvador est au chant et les chœurs sont certainement assurés par les Fontana, à savoir Christiane Legrand, Rita Castel, Jean-Claude Briodin, Ward Swingle, Roger Berthier et Janine Wells. Sur Va t'faire cuire un œuf man ! Michel Legrand compte le tempo avant Salvador et donne de la voix derrière celui-ci sur les ultimes paroles.
La musique de Rock-hoquet créditée à Henry Cording, de trois autres chansons à Mig Bike, les paroles de toutes les quatre à Vernon Sinclair et le texte de la pochette signé par Jack K. Netty (Traduction de Boris Vian), c'est vraiment « le disque de tous les pseudos » (selon Jean-Jacques Marzocchi, collectionneur et auteur du site discographique sur Boris Vian).
Quant à ces pseudos, on sait que Henry Cording n'est personne autre que Henri Salvador (précédemment portant en fait ce prénom Henry) ; Mig Bike est une anagramme de Big Mike (c'est-à-dire Michel Legrand « traduit » en américain) ; Vernon Sinclair est l'un de multiples pseudonymes de Boris Vian utilisé pour la première fois pour signer les paroles de La Vie grise en 1948 (enregistrée par Henri Salvador en 1950) et finalement en 1959 pour signer Vénus de Milo (enregistrée par Dario Moreno cette même année) ; enfin, Jack K. Netty est un clin d'œil à Jacques Canetti, directeur artistique de Philips dont Vian est à l'époque l'adjoint, le texte étant en fait écrit par Boris Vian lui-même.
Dans les rééditions de ce 45 tours cette même année 1956 on dissipe l'opacité : Henry Cording devient Henri Salvador alias Henry Cording pour revenir définitivement (probablement en 1961) à son vrai nom sans aucun alias. En même temps le texte de Boris Vian disparaît de la pochette, ainsi que le chiffre « 1 » du titre du disque (un Rock and Roll N° 2 de Henry Cording n'étant jamais réalisé), mais le disque porte toujours son numéro du catalogue initial.
À noter que ce même enregistrement studio de Rock-hoquet, mais avec le public ajouté, est repris sur un disque portant le titre Henri Salvador sur scène : chansons et sketches : Fontana 460.616 ME.
Comme d'habitude, deux SP sont tirés de l'EP, à savoir :
1956 : SP Fontana (261.011 MF).
Henry Cording and His Original Rock and Roll Boys – Rock and Roll
– Face 1 : Rock and roll-mops.
– Face 2 : Va t'faire cuire un œuf man !
1956 : SP Fontana (261.012 MF).
Henry Cording and His Original Rock and Roll Boys – Rock and Roll
– Face 1 : Rock-hoquet
– Face 2 : Dis-moi qu'tu m'aimes rock.
Enfin, les quatre enregistrements de l'EP sont repris sur un LP 25 cm de Henri Salvador sorti en décembre 1956 (ne sont mentionnés ci-dessous que des titres appartenant à Boris Vian) :
Contre toute attente, ce disque ne comporte ni de nouveaux enregistrements de Henry Cording, ni d'autres rock and roll. Il est repris en 2002 sur LP et sur CD.
En Italie
L'EP de Henry Cording and His Original Rock and Roll Boys est repris en Italie dans sa version initiale (sauf le texte de la pochette), donc sans mention de Henri Salvador, par Philips (432 124 PE).
En Belgique
Les titres du SP Fontana commercialisé en France sous le numéro 261.011 MF sont repris en Belgique de même par Fontana, mais sur un 78 tours sous le numéro M 161011 H.
En Allemagne
En Allemagne de l'Ouest on couple Rock-hoquet à Rock and roll-mops sur un 78 tours Philips 72 397 H et sur un SP 45 tours Philips 372 397 PF. Le nom de l'interprète ne varie que peu, devenant Henry Cording u. s. original Rock and Roll Boys ; le titre français Rock-hoquet est donné entre parenthèses après le titre anglais (sic !) Hiccough Rock.
Aux États-Unis
Aux États-Unis le choix des titres et les titres eux-mêmes sur un 78 tours Columbia 40762 et sur un SP 45 tours 4-40762 sont identiques à ceux de l'Allemagne, mais le nom de l'interprète change d'une façon radicale, devenant Henry Cording with Big Mike & His Parisian Rockets. Vu que les auteurs n'y sont mentionnés que par leurs « noms » (Sinclair, Cording et Bike), toute relation entre l'interprète Big Mike et l'auteur Bike est perdue.
En Argentine
Le 78 tours sorti en Argentine (Columbia 20.566) imite l'édition américaine, sauf que les titres en espagnol apparaissent en première ligne, de sorte qu'on y lit Rock del hipo (Hiccough Rock) (Rock Hoquet) et Rock del manicomio (Rock and roll mops), les deux suivis par la mention supplémentaire Rock. Le nom de l'interprète est en partie traduit de l'américain, mais en autre partie inventé par les fabricants argentins qui ont jugé nécessaire d'omettre Parisian Rockets, de sorte qu'on y voit Henry Cording con Big Mike y su Conjunto Rock.
Au Canada
Au Canada on tire de l'EP français deux 78 tours et deux SP, mais couplant les titres autrement que Fontana, de sorte qu'on voit sur les deux (Columbia C-6731 pour 78 tours et C4-6731 pour 45 tours) Rock and roll-mops et Dis-moi qu'tu m'aimes rock et sur les deux autres (Columbia C-6732 pour 78 tours et C4-6732 pour 45 tours) Rock-hoquet et Va t'faire cuire un œuf man. L'interprète est rebaptisé en Henri Salvador et ses Rock and Roll. Comme H. Cording n'y figure que parmi les auteurs, pour le public canadien il n'aurait aucune relation à l'interprète Henri Salvador.

#### “Rock” Failair
1957 : EP Barclay (72084).
“Rock” Failair et son orchestre de p'tits milliardaires – Rock and Roll 1
– Face 1 : Rockin' Ghost (B. Vian - E. Barclay - J.P. Landreau) – Rock de Monsieur Failair (B. Vian - E. Barclay - J. Brienne).
– Face 2 : Requins drôles (B. Vian - E. Barclay - J. Brienne) – Rock monsieur (B. Vian - E. Barclay - J.P. Landreau).
1957 : EP Barclay (72095).
“Rock” Failair et son orchestre de p'tits milliardaires – Rock and Roll 2
– Face 1 : Tangage et roulis (Rock Right) (Michel Edwards) – Cœur de rock (B. Vian - Goraguer).
– Face 2 : Rock and roll sérénade (B. Vian - Goraguer) – Rockin' Party (B. Vian - E. Barclay - J. Brienne).
Cet autre interprète factice du rock and roll français a pour créateurs sans doute Boris Vian (parolier de sept titres de huit en octobre 1956), Eddie Barclay (propriétaire des Disques Barclay et compositeur de cinq titres), ainsi que, fort probablement, Jacques Brienne (co-compositeur de trois titres avec Eddie Barclay) et Jean-Pierre Landreau (idem pour deux autres titres).
Selon Georges Unglik, c'est Jacky Vermont, trompettiste de jazz et vieux copain de Vian et de Barclay, qui prête sa voix à “Rock” Failair en la superposant sur l'orchestre et les chœurs déjà enregistrés (qui restent obscurs), quand le vibraphoniste et chanteur Sadi Lallement, d'abord pressenti, renonce après une séance d'essai.
Une histoire curieuse est liée au seul titre adapté de ces deux disques, à savoir Tangage et roulis (Rock Right). Créditée sur l'EP à seul « Michel Edwards », dans la suite cette adaptation française est attribuée par plusieurs à Boris Vian (en compagnie de ses autres titres originaux français). En fait c'est à Bernard Michel que revient cette adaptation de Rock Right créé en anglais par Ben Raleigh (paroles) et Sherman Edwards (musique), un succès de Georgia Gibbs en 1956.
Les enregistrements de ces deux EP introuvables et jamais réédités ne sont repris sur aucun autre disque vinyle. Seuls cinq titres (tous composés par Eddie Barclay) sont repris sur CD dans le coffret 6 CD Boris Vian et ses interprètes de 1991, lui aussi introuvable. En 2005 l'un de ces titres, Rockin' Ghost, est repris dans le coffret long box 4 CD du même titre (ensemble avec Tangage et roulis toujours crédité à « M. Edwards - Adapt. Boris Vian & Alain Goraguer » qui prête en surplus son titre à tout un CD du coffret). En 2009 on découvre Rock and roll sérénade dans le coffret 4 CD Boris Vian – Chansons, humour, jazz & poésie (Collection Hommage). Enfin, ce n'est qu'à partir de 2012 que l'on peut écouter tous les sept titres de Boris Vian chantés par “Rock” Failair grâce au coffret 3 CD Boris Vian et ses interprètes 1950-1959 : Chansons, Rock 'n' Roll et Créations.
À noter qu'aucun de ces titres n'est enregistré jusqu'à présent par un interprète autre que “Rock” Failair.

#### Peb Roc
C'est un personnage du rock and roll français encore plus mystérieux que “Rock” Failair, car son identité n'est toujours pas révélée. (On parle de Christiane Legrand ou Janine Wells du groupe vocal d'accompagnement Les Fontana sans en jamais donner des preuves.) Peb Roc a donné sa voix à deux chansons rock de Boris Vian et Alain Goraguer sur la face B d'un EP du label obscur Trianon (les deux pistes de la face A étant des versions orchestrales des rocks américains servant de thèmes aux films en vogue à l'époque) :
1957 : EP Trianon (D 45.018).
Peb Roc et ses Rocking Boys – Rock Around the Clock
– Face 1 : Rock Around the Clock (du film Graine de violence) – Giddy-Up-a-Ding-Dong (Vas y donc) (du film Rock 'n' roll).
– Face 2 : Rock à la niche (Alain Goraguer - Boris Vian) – Chaperon rock (Alain Goraguer - Boris Vian).
Tout comme les deux titres de Vian et Goraguer enregistrés par “Rock” Failair, les chansons de Peb Roc ont dû attendre d'abord l'an 2009 (pour Rock à la niche seul) et enfin l'an 2012 (dans le coffret où elle est fâcheusement créditée Peb Rock) pour devenir disponibles au grand public. Giddy-Up-a-Ding-Dong est une chanson de Freddie Bell & The Bellboys.
Le Rock à la niche ne bénéficie, lui aussi, d'aucune autre interprétation.

#### Fredo Minablo
1957 : EP Fontana (460.525 ME).
Fredo Minablo et sa pizza musicale
– Face 1 : Tout fonctionne à l'italiano (Tu vuo fa l'americano) (Nisa - R. Carosone - adapt. B. Vian) – Bambino (Guaglione) (G. Fanciulli - adapt. Jacques Larue).
– Face 2 : Salsicciatella (Le Petit sausisson) (Freddy Balta - B. Vian) – Tarentelle de la tarentule (André Popp - B. Vian).
Sous le nom de Fredo Minablo se cachent l'orchestre d'André Popp et Freddy Balta, accordéoniste et vocaliste. D'après Georges Unglik, ce disque est né en réaction à l'invasion de la France par la chanson italienne (Marino Marini, Bambino etc.). Le 11 avril 1957 Boris Vian note le projet Albergo Spaghetti et sa pizza musicale qui devient bientôt Fredo Minablo après avoir passé quelques heures sous le nom de code Minabli Minablo. Le 12 mai, Vian écrit Salcicciatella qu'il signe Lydio Sincrazi, et le lendemain on enregistre tous les quatre titres à l'Apollo. Dans Bambino « bêlant comme il n'est pas permis », on entend les chœurs de Boris Vian.
Au verso de l'EP, un long texte est placé, signé Lydio Sincrazi (Adapté par Boriso Viana).
Tiré de cet EP, un SP est sorti, encore plus rare que l'EP :
1957 : SP Fontana (261.022 MF).
Fredo Minablo et sa pizza musicale
– Face 1 : Tout fonctionne à l'italiano (Tu vuo fa l'americano) (Nisa - R. Carosone - adapt. B. Vian).
– Face 2 : Salsicciatella (Saucissonnetta) (Freddy Balta - B. Vian).
À noter que le sous-titre de Salsicciatella est ici différent de celui de l'EP.
Les deux titres du SP sont repris sur CD en 1991, Bambino est disponible depuis 2012, tandis que Tarentelle de la tarentule attend toujours sa réédition…

### Grands interprètes
Sont considérés ici comme « grands interprètes » de Boris Vian (et mentionnés ci-dessous dans l'ordre chronologique de la sortie de leurs enregistrements de Boris Vian) ceux qui ont interprété les chansons de Boris Vian durant plusieurs années.

#### Henri Salvador
Henri Salvador est le premier interprète à sortir des chansons de Boris Vian sur disque : 
Mars 1950 : 78 t Polydor (560.181).
Henri Salvador et le Trio Jack Diéval
– Face A : C'est le be-bop (J. Diéval - Boris Vian)
Le Trio Jack Diéval est composé de Jack Diéval (piano), Emmanuel Soudieux (contrebasse) et Kenny Clarke (batterie).
L'enregistrement est repris sur le LP 25 cm Henri Salvador chante ses derniers succès sur disque longue durée (Polydor LP 530.005, février 1952), le premier album de Salvador.
Décembre 1950 : 78 t Polydor (560.246).
Henri Salvador avec Jo Boyer et son orchestre
– Face A : Ma chansonnette (Sam's Song) (L. Quadling - B. Vian)
Décembre 1950 : 78 t Polydor (560.253).
Henri Salvador avec Jo Boyer et son orchestre
– Face A : La Vie grise (J. Diéval - Boris Vian)
Ces trois enregistrements sortis en 1950, Henri Salvador ne revient aux chansons de Boris Vian qu'en 1956 :
Le 16 avril 1956 : EP Philips (432.083 NE).
Henri Salvador N° 4 : Bonjour sourire (chanson du film)
– Face A : – Pas encore (B. Vian - A. Goraguer)
L'enregistrement de Pas encore (sorti aussi sur le SP Philips N 372.333 F) est crédité sur l'EP à « Henri Salvador et sa guitare avec Jo Boyer et son orchestre ».
1956 : SP Philips (N 372.413 F).
Henri Salvador (avec René Nicolas et son orchestre)
– Face A : La Nuit va commencer (H. Salvador - B. Vian)
Pour le reste de l'an 1956 se reporter à la section Henry Cording ci-dessus.
Le 23 mai 1957 : EP Philips (432.164 NE).
Henri Salvador et ses Calypso Boys : Calypso
– Face A : Y'a rien d'aussi beau (H. Salvador - Boris Vian) – Eh ! Mama ! (H. Salvador - Boris Vian)
– Face B : Oh ! si y'avait pas ton père (H. Salvador - Boris Vian)
Le texte au verso est signé « d'après Homère, adapté du grec par Boris Vian ».
Ces trois calypsos sont repris dans l'album Henri Salvador sous les tropiques : Chansons douces et typiques (LP 25 cm Philips B 76.095 R, février 1958) parmi les « chansons typiques ».
Le 5 juillet 1957 : EP Philips (432.187 NE).
Henri Salvador N° 9 : Henri Salvador chante pour les amoureux (avec André Popp et son orchestre)
– Face B : T'es à peindre (H. Salvador - B. Vian)
(Henri Salvador abandonne Philips pour rejoindre Barclay.)
Mars 1958 : EP Barclay (70132).
Henri Salvador N° 1 : Mazurkas créoles – Calypsos marrants
– Face A : Mazurka pour ma mie (H. Salvador - B. Vian) – Ça pince (H. Salvador - B. Vian)
– Face B : Robert (H. Salvador - B. Vian) – Cécilia (H. Salvador - B. Vian)
Tirés de cet EP : SP Barclay 60098 (deux titres de la face A) et SP Barclay 60100 (deux autres titres).
Mars 1958 : EP Barclay (70136).
Henri Salvador N° 2 : Vive le charleston
– Face A : J'ai vingt ans (H. Salvador - B. Vian) – Le Taxi (H. Salvador - B. Vian)
– Face B : – Le Fêtard (H. Salvador - B. Vian)
Avril 1958 : EP Barclay (70139).
Henri Salvador N° 3 : Dans mon île
– Face B : – Je peux pas travailler (H. Salvador - B. Vian)
Tiré de cet EP avec Je peux pas travailler : SP Barclay 60101.
Les huit pistes des EP Henri Salvador N° 1 et Henri Salvador N° 3 sont reprises dans l'album Dans mon île (LP 25 cm Barclay 80090, mai 1958) réédité sur CD et sur LP en 2002.
Avril 1958 : EP Barclay (70141).
Henri Salvador N° 4 : Henri Salvador accompagné par Quincy Jones et son orchestre
– Face A : Blouse du dentiste (H. Salvador - B. Vian) – Moi j'préfère la marche à pied (H. Salvador - B. Vian)
– Face B : Trompette d'occasion (H. Salvador - B. Vian) – Oh ! quand les Saints (arr. Q. Jones - B. Vian)
Les deux pistes de la face A de l'EP Henri Salvador N° 4 sortent également sur le SP Barclay 60103.
Les pistes de l'EP Henri Salvador N° 2 et du SP Barclay 60103 sont reprises dans l'album Salvador s'amuse (LP 25 cm Barclay 80095, décembre 1958).
Mai 1958 : l'album Un soir à Paris (LP Barclay-Mercury 80101 ; Édition spéciale, hors commerce) présente, parmi autres, l'enregistrement public de Blouse du dentiste par Henri Salvador accompagné de Raymond Lefevre et son orchestre à la Salle Pleyel le 11 avril 1958.
Juin 1958 : EP Barclay (70156).
Henri Salvador N° 5 : Henri Salvador chante
– Face A : Le Gars de Rochechouart (H. Salvador - B. Vian) – Le Tube (H. Salvador - B. Vian)
– Face B : Le Gosse (H. Salvador - B. Vian) – Java mondaine (H. Salvador - B. Vian)
Décembre 1958 : EP Barclay (70204).
Henri Salvador
– Face A : – Bal de Vienne (Sentimental Touch) (A. Van Dam - B. Vian)
– Face B : – J'aimerais tellement ça (H. Salvador - B. Vian)
Avril 1959 : EP Barclay (70226).
Henri Salvador accompagné par Mario Bua ; arrgt. J.-P. Landreau
– Face A : Gigi (B. Vian - F. Loewe) – C'était pour jouer (H. Salvador - B. Vian)
– Face B : – Je me souviens de vous (B. Vian - H. Salvador)
Juin 1959 : EP Barclay (70246).
De Cannes à Saint-Tropez avec Henri Salvador accomp. par Michel Magne et sa Musique Tachiste
– Face B : À Cannes cet été (E. Barclay - Q. Jones - B. Vian) – La Fin des vacances (H. Salvador - B. Vian)
Le texte au verso est signé « Conseiller Culturel Agénor Bouillon ».
Juin 1959 : EP Barclay (70249).
Henri Salvador
– Face B : – Place Blanche (B. Vian - H. Salvador)
Le texte de la pochette (écrit sans doute par Boris Vian) est intitulé « Rapport du Brigadier cycliste Zéphyrin Hanvélo » et signé « Zéphyrin Hanvélo, brigadier cycliste ; Onuphre Hirondelle, agent cycliste ».
À rappeler que Boris Vian est mort le 23 juin 1959…
Le 25 juin 1959 : EP Barclay (70257).
Henri Salvador
– Face A : Maman (B. Vian - H. Salvador)
Octobre 1959 : EP Barclay (70280).
Henri Salvador accompagné par Mario Bua et son orchestre
– Face A : – Ne dis plus rien (H. Salvador - B. Vian)
Octobre 1959 : l'album Henri Salvador (LP 25 cm Barclay 80110) regroupant les pistes des EP de 1959.
Juin 1960 : EP Barclay (70337).
Henri Salvador
– Face A : Faut rigoler (B. Vian - H. Salvador)
Décembre 1960 : l'album Henri Salvador – Alhambra Maurice Chevalier (LP 25 cm Barclay 80132) enregistré en public à l'Alhambra présente, entre autres, trois chansons de Boris Vian (toutes composées par Henri Salvador) :
– Face A/2 : Donne donne donne
– Face A/4 : Trompette d'occasion
– Face B/5 : Faut rigoler
Tiré de cet album : SP Barclay 60248 avec Donne donne donne à la face B. Cet enregistrement, seul des trois du LP, est repris sur CD, dans la compilation multi-artistes Le Rock and Roll Français : Du jazz au rock 1956-1960.
1962: SP Meazza/Disco Salvador (S 7005).
Henri Salvador (orchestre d'A. Roelens)
– Face B : – Amore a Napoli (Romance à Napoli) (Mogol - Salvador - Boris - Vian)
Extrait de la BO du film italien Il Segugio sorti en France sous le titre Accroche-toi, y'a du vent !. La version française de la BOF ne sortira qu'en 2008, ensemble avec la version italienne mentionnée ci-dessus, sur le double CD italien Henri Salvador – Le Disque d'Or.
Durant presque deux décennies Henri Salvador n'enregistre guère des chansons de Boris Vian. En revanche, on voit paraître des compilations de Salvador contenant chacune, pour la majorité ou entièrement, des chansons de Vian sorties dans les années 1950 :
1963: Henri Salvador (Série Flash) (LP Barclay 80220) – sept chansons de Vian-Salvador.
1968: Salut Boris (LP Philips 844.883 BY) – huit chansons de Vian.
1970: Henri Salvador chante Boris Vian (LP Barclay 920 210) – 14 chansons de Vian. Cette compilation est reprise sur CD en 2000.
Ce n'est qu'en 1978 que Salvador enregistre pour son propre label discographique Rigolo une nouvelle version d'une chanson de Vian :
1978: SP Rigolo/RCA (PB 8212).
Henri Salvador (Arrangements : Gimenez)
– Face B : Je peux pas travailler (Nouvelle version) (Boris Vian - H. Salvador)
Cet SP est tiré de l'album Henri Salvador (LP Rigolo/RCA PL 37207, décembre 1978).
Et l'année suivante (à rappeler que c'est la 20e anniversaire de mort de son coauteur) Henri Salvador sort tout un album 30 cm entièrement composé de chansons inédites de Boris Vian avec la musique d'Henri Salvador :
Enregistrements réalisés aux Studios Devonshire (Los Angeles) en avril 1979 pour la rythmique et au Studio Davout en mai 1979 pour les cordes, cuivres et synthétiseurs, avec coordination artistique de Michel Colombier, arrangements de Gabriel Yared. L'échantillon sorti le 9 septembre, le disque est commercialisé en novembre 1979.
Tiré de cet album :
1979: SP Rigolo/RCA (PB 8457).
Salvador/Boris Vian
– Face A : Dérouillade blues
– Face B : Au bal chez les anges
Sur ces entrefaites, les deux concurrents, Philips et Barclay, sortent encore deux compilations des enregistrements de Vian par Salvador des années 1950 :
1979: Henri Salvador & Henry Cording chantent Boris Vian (LP Philips 9101.282) – 12 chansons de Vian. Cette compilation est reprise sur CD en 2002.
1982: Henri Salvador : Le Disque d'Or (LP Barclay BA 215 90339) – 10 chansons de Vian. Cette compilation est reprise sur CD en 2008.
Durant un spectacle au chapiteau music-hall de Pantin fin 1982 Henri Salvador a interprété en public, entre autres, quelques chansons de Boris Vian :
Février 1983: Henri Salvador en public (Double LP Disc'AZ 5 449) :
– Face A/7 : Trompette d'occasion
– Face B/3 : Blouse du dentiste
– Face C/3 : Moi j'préfère la marche à pied
– Face C/5 : Pot-pourri (contenant Oh ! si y'avait pas ton père)
– Face D/3 : Faut rigoler
Ce concert est également sorti sur cassette vidéo Henri Salvador en concert (Carrère vidéo 93 038).
Pour le trentenaire de mort de Boris Vian en 1989, Henri Salvador a enregistré (avec orchestrations de Raymond Gimenès) deux de ses chansons, l'une inédite, et l'autre (Donne donne donne) n'interprêtée antérieurement (en 1960) qu'en public. Dans cette dernière Salvador est accompagné par le Golden Gate Quartet, orchestrations vocales O. Wilson.
1989: Des goûts et des couleurs (EMI/Pathé Marconi 192252-1).
– Face A/3 : La Dernière danse (B. Vian - H. Salvador)
– Face B/1 : Donne, donne (B. Vian - H. Salvador)
Tiré de cet album :
1989: SP EMI/Pathé Marconi (173692 7).
Henri Salvador
– Face A : Donne, donne (B. Vian - H. Salvador)
L'époque du disque compact arrive…
1994: Monsieur Henri (CD Sony Music 477893-2).
– 10 : Rock hoquet (B. Vian - H. Salvador)
Évidemment, c'est la nouvelle version de ce rock and roll.
Reprenant l'intégralité des enregistrements de 1978-1979 sortis sur disques vinyles du label Rigolo, cette CD-compilation offre en surplus trois enregistrements inédits (marqués par l'astérisque *), probablement de 1979-1981.
1995: Casino de Paris (CD Tristar Music 483607-2).
– 3 : Trompette d'occasion (B. Vian - H. Salvador)
– 9 : Le Blues du dentiste (B. Vian - H. Salvador)
– 13 : Medley (contenant Faut rigoler)
Enregistré les 10 et 11 novembre 1995 au Casino de Paris.
2004: Bonsoir amis (Le Live au Palais des Congrès 2004) (CD EMI 072438751530).
– 3 : Taxi (B. Vian - H. Salvador)
– 14 : Trompette d'occasion (B. Vian - H. Salvador)
Également sorti sur DVD Virgin Music/EMI France 072435997019-6.

#### Marcel Mouloudji

##### Disques 78 tours
Mouloudji est le premier à enregistrer la chanson de Boris Vian la plus célèbre, Le Déserteur. Cet enregistrement du 14 mai 1954 sort cette même année sur le 78 tours Philips N 72.222 H où la formation de Jimmy Walter qui accompagne le chanteur, sur des pressages différents est soit non précisée, soit créditée à « l'ensemble Marcel Schu ».
1954 : Philips (N 72.264 H).
Mouloudji avec Jimmy Walter et son ensemble
– Face 1 : Je suis snob (J. Walter – B. Vian).
– Face 2 : La Valse jaune (M. Monnot – B. Vian).
Ces deux titres sont enregistrés le 23 novembre 1954.

##### Disques45 tours
1955 : EP Philips (432.023 NE).
Mouloudji chante Boris Vian (N° 2)
– Face 1 : Cinématographe (J. Walter – B. Vian) – Je suis snob (J. Walter – B. Vian).
– Face 2 : Valse jaune (M. Monnot – B. Vian) – Le Déserteur (Boris Vian).
Aux trois titres sortis sur les 78 tours, s'ajoute ici le Cinématographe enregistré le 1er février 1955. Si la face 1 est créditée à « Mouloudji avec Jimmy Walter & son ensemble », la face 2 parle discrètement de « Mouloudji avec accompagnement instrumental ».
En 1964, Mouloudji accompagné par l'orchestre de Jean Baïtzouroff réenregistre Le Déserteur pour le sortir sur l'EP de son propre label Mouloudji MM 301 préfacé sur la pochette par le chanteur lui-même. Un SP Mouloudji MM 302 avec ce titre est tiré de cet EP.
En 1966, Mouloudji accompagné par l'orchestre de Gaby Wagenheim réenregistre Le Déserteur une fois de plus pour le sortir sur le SP Mouloudji DNX 11006.
1971 : SP Disques Jacques Canetti (266.683).
Mouloudji (arrangements : Albert Assayag)
– Face 1 : Allons z'enfants (B. Vian – Mouloudji et A. Assayag).
– Face 2 : Le Politique (B. Vian – Mouloudji et A. Assayag).
Cet SP est tiré du 33 tours LP Disques Jacques Canetti 48.850.
Une autre interprétation du titre Allons z'enfants, cette fois-ci par Mouloudji avec l'orchestre d'Alain Goraguer, sort cette même année 1971 sur l'EP Disc'AZ EP1334 tiré du 33 tours LP BAM LD 5774.

##### Albums
En 1956, Le Déserteur sort sur le 33 tours 25 cm Philips Mouloudji N° 3 : Chansons et complaintes. Cet album est pressé en trois versions successives, portant toutes le même numéro N 76.055 R :
1. Avec le titre Le Déserteur sur la pochette du disque
2. Le titre Le Déserteur disparu sous le cache blanc en recto et en verso, mais toujours présent sur le label et sur le disque lui-même
3. Le titre Le Déserteur remplacé partout par un autre, celui de Mouloudji, à savoir On m'a dit (cette version-ci porte tantôt le numéro B 76.055 R)

En 1964, le réenregistrement du Déserteur avec l'orchestre de Jean Baïtzouroff est repris sur le 33 tours Mouloudji (LP Disques Mouloudji m6m 1502), et en 1968 le réenregistrement avec l'orchestre de Gaby Wagenheim du 1966 est repris sur le LP Disques Mouloudji EMZ 13521.
En 1971, Jacques Canetti sort le deuxième coffret de L'Intégrale de Boris Vian, Membre du Corps des Satrapes dont le premier disque (Disques Jacques Canetti 48.850) contient quatre titres de Boris Vian mis à la musique par Marcel Mouloudji et Albert Assayag, interprétés par Mouloudji avec arrangements d'Assayag :
- Allons z'enfants
- Conseils à un ami
- Chanson de charme
- Le Politique

En 1971, sur les Disques BAM/Disc'AZ (LD 5774) Mouloudji reprend le titre Allons z'enfants avec l'orchestre d'Alain Goraguer et enregistre un autre titre de Boris Vian, Une pauvre gosse des rues, de même mis en musique par Mouloudji, mais avec l'orchestre de Jean Musy.
C'est avec ce même orchestre de Jean Musy que Mouloudji réenregistre, une fois de plus, Le Déserteur, sorti en 1972 sur les deux 33 tours différents, Les Meilleures chansons (LP Déesse DDLX29) et Les Plus grands succès (LP BAM/AZ 5807), aussi qu'un autre titre de Boris Vian (de même enregistré pour la première fois en 1954), Valse jaune, sorti en 1974 sur le disque 2 du double LP Philips 6620.017 B (pressé sous deux titres différents, Les Grandes chansons de Mouloudji et Comme un p'tit coquelicot).
En 1974, Mouloudji enregistre en public au Théâtre de la Renaissance, accompagné par l'orchestre de Jean Bernard (Jean Bernard au piano, Claude Thomain à l'accordéon, Georges Cros à l'orgue et Pierre Moreillon à la contrebasse), deux titres de Vian, à savoir Le Déserteur et Allons z'enfants, sortis en 1975 sur le triple LP Récital public à Paris (LP Déesse 103/104/105).
En 1976, Mouloudji enregistre tout un double LP 30 cm entièrement composé de titres de Boris Vian, accompagné tantôt par l'orchestre de Bernard Gérard, tantôt par celui de Jean Bernard.

#### Magali Noël

##### Albums
Novembre 1956, les quatre rock and roll « féminins » écrits par Boris Vian (paroles) et Alain Goraguer (musique), semble-t-il, spécialement pour Magali Noël et enregistrés par cette dernière les 11 et 12 octobre 1956 à l'Apollo, sortent sur le 25 cm Rock and Roll dans lequel les quatre rocks chantés par Magali seraient, selon Georges Unglik, « légèrement „ noyés “ au milieu de six morceaux instrumentaux. Lorsque l'on vit qu'aucun scandale ne se profilait (Alhambra, Johnny et Strip-rock y allaient tout de même assez fort du côté des paroles), on sortit le 45 tours Philips 432.131 ».
À noter qu'en outre des quatre rocks chantés par Magali, le disque contient deux titres rock de plus créés aussi par Boris Vian, à savoir Va te faire cuire un œuf, man et Dis-moi qu'tu m'aimes rock, mais en version instrumentale.
L'album est pourvu d'un article simili-historique (en fait humoriste) sur l'origine du rock and roll depuis 1837 signé comme suit : « Jack K. Netty (traduit du broutzing par Boris Vian) ».
Réédité en 2002 sur LP et CD par Mercury.

##### Disques45 tours
En 1955 Magali Noël a sorti chez Philips son premier EP avec des chansons tirées des films de l'époque (Du rififi chez les hommes, Johnny Guitare, etc.). Sur cet EP il n'y avait pas encore de chansons de Boris Vian, mais c'est certes grâce à ce disque que Boris l'aurait engagée dans son œuvre de chanson pour la faire son interprète N° 1, en commençant par les rock and roll risqués.
Tirés du LP Rock and Roll, les deux simples suivants ont paru après sa sortie, soit fin 1956 – début 1957 :
1957 : EP Philips (432.131 NE)
Magali Noël N° 2 : Rock and Roll
– Face 1 : Fais-moi mal Johnny – Alhambra-rock
– Face 2 : Strip-rock – Rock des petits cailloux
1957 : SP Philips (N 372.394 F)
– Face 1 : Rock des petits cailloux
– Face 2 : Fais-moi mal Johnny
Cette même année Magali sort deux EP et deux SP avec 7 autres chansons de Boris Vian :
1957 : EP Philips (432.185 NE)
Magali Noël N° 3 avec Alain Goraguer et son ensemble, Claude Bolling et ses Dixi-Faunes : Magali se déchaîne
– Face 1 : – Mon oncle Célestin (C. Bolling — B. Vian)
– Face 2 : Oh ! si y avait pas ton père (H. Salvador — B. Vian) – Eh ! mama (H. Salvador — B. Vian)
1957 : SP Philips (N 372.398 F)
Magali Noël avec Claude Bolling et ses Dixi-Faunes
– Face 1 : Pan, pan, pan, poireaux, pomm' de terre (A. Goraguer — B. Vian)
– Face 2 : Mon oncle Célestin (C. Bolling — B. Vian)
1957 : EP Philips (432.193 NE)
Magali Noël N° 4 avec Alain Goraguer et son ensemble : Sexy Songs
– Face 1 : Oh ! (C'est divin !) (Wunderbar) (H. Arno Simon — adapt. B. Vian) – Nous avions vingt ans (A. Goraguer — B. Vian)
– Face 2 : – Mon a, mon amour (M. Legrand — B. Vian)
1957 : SP Philips (B 372.734 F)
Magali Noël : Du film « Le bel âge », avec Alain Goraguer et son ensemble
– Face 1 : Nous avions vingt ans (A. Goraguer — B. Vian)
– Face 2 : Oh ! (C'est divin !) (Wunderbar) (H. Arno Simon — adapt. B. Vian)
Tiré du LP Magali Noël chante Boris Vian (1964) :
1964 : EP Disques Jacques Canetti (27.183)
Magali Noël : Boris Vian
– Face 1 : J'coûte cher (J. Walter — B. Vian) – L'anguille (B. Vian — B. Vian)
– Face 2 : Le temps passe (Reflets d'ombre) (B. Vian, C. Laurence — B. Vian) – La chasse à l'homme (M. Auzepy — B. Vian, C. Auzepy)

#### Serge Reggiani
1964 : Serge Reggiani chante Boris Vian, sur une musique de Gainsbourg (comme Quand j'aurai du vent dans mon crâne).

#### Pauline Julien
1966 : Pauline Julien chante Boris Vian

#### Les Charlots
1969 Les Charlots chantent Boris Vian : Fais-moi mal Johnny / On n'est pas là pour se faire engueuler / Le Cinématographe / La Java des chaussettes à clous/J'suis snob / L'Ame slave

#### Coluche
Du 24 avril 1978 au 24 juin 1979, Coluche coanime avec Robert Willar et Gérard Lanvin, une émission sur Europe 1 (de 15h30-17h), On n'est pas là pour se faire engueuler dont le titre vient de la chanson de Boris Vian et dont le générique est la chanson de Boris Vian interprétée par Coluche

#### Arlette Téphany
Vers 1970 elle enregistre des chansons inédites de Boris Vian avec Philippe Clay. Produit par Jacques Canetti. Le disque ne sortira qu'à la fin des années 80, avec comme titres notables Je n'aime que moi, Nana's lied ou encore Suicide Valse.

#### Le Grand Orchestre du Splendid
En 2002, le Splendid chante Boris Vian Fais-moi mal Johnny ; J'suis snob ; On n'est pas là pour se faire engueuler ; La Complainte du progrès ; À Cannes cet été ; Ça pince ; Donne, donne, donne ; Ne vous mariez pas les filles ; La Java martienne ; J'en ai marre de l'amour ; La Danse du chat ; Je suis mordue ; Frankie et Johnny ; Chez Duke Ellington ; Strip Rock ; Voyage au paradis.

#### Diane Tell
Diane Tell sort en novembre 2009 l'album Docteur Boris & Mister Vian co-réalisé avec Laurent de Wilde, où elle reprend quelques grands standards de jazz, tous adaptés vers 1958 en français par l'auteur Boris Vian.